# Trey Burton
Lawrence Godfrey „Trey“ Burton III (geboren am 29. Oktober 1991 in Venice, Florida) ist ein ehemaliger US-amerikanischer American-Football-Spieler auf der Position des Tight Ends, der zuletzt bei den Indianapolis Colts unter Vertrag stand. Er spielte College Football für die University of Florida. Burton spielte von 2014 bis 2017 bei den Philadelphia Eagles, mit denen er den Super Bowl LII gewann. Anschließend verbrachte er zwei Jahre bei den Chicago Bears.

## College
Trey Burtons Großvater Larry Burton nahm als Sprinter an den Olympischen Sommerspielen 1972 teil und spielte als Wide Receiver in der NFL. Burton ging auf die Highschool in seiner Heimatstadt Venice, Florida, und spielte dort als Quarterback. Ab 2010 ging er auf die University of Florida, wo er offiziell zunächst als Backup-Quarterback eingeplant war. In der Praxis wurde er allerdings auf verschiedenen Positionen in der Offense eingesetzt. Am 25. September 2010 fing Burton gegen Kentucky einen Touchdownpass und erlief fünf Touchdowns, womit er den Rekord von Tim Tebow für die meisten Touchdowns in einem Spiel für Florida brach. Von 2011 bis 2014 spielte auch Treys Bruder Clay Burton für die Florida Gators. In 50 Spielen für die Gators von 2010 bis 2013, in denen er 29-mal von Beginn an auf dem Feld stand, erlief Trey Burton 720 Yards und 16 Touchdowns, darüber hinaus fing er 107 Pässe für 976 Yards Raumgewinn und vier Touchdowns.

## NFL

### Philadelphia Eagles
Burton wurde als Tight End zum NFL Combine eingeladen. Im NFL Draft 2014 wurde er nicht berücksichtigt und unterschrieb anschließend als Undrafted Free Agent bei den Philadelphia Eagles. In seinen ersten beiden Jahren in Philadelphia wurde Burton fast ausschließlich in Special Teams eingesetzt. Beim 27:0-Sieg der Eagles gegen die New York Giants am 12. Oktober 2014 kam er gegen Ende des Spiels als Runningback zum Einsatz, nachdem infolge einer Verletzung von Darren Sproles kein etatmäßiger Spieler dieser Position einsatzbereit war. Im Rückspiel gegen New York am letzten Spieltag erzielte Burton seinen ersten Touchdown in der NFL, als er einen geblockten Punt 27 Yards weit in die Endzone tragen konnte. 2015 fing er drei Pässe. Unter dem neuen Head Coach Doug Pederson sah Burton mehr Einsatzzeit als Tight End. Am 2. Spieltag der Saison 2016 fing er seinen ersten Touchdownpass in der NFL, die Saison beendete er mit 37 gefangenen Pässen für 327 Yards. Er stand bei 29 Prozent aller offensiven Spielzüge der Eagles auf dem Feld. Nach Saisonende wurde Burton zu einem Restricted Free Agent. Die Eagles belegten ihn mit einem Second-Round Tender, sodass er knapp 2,75 Millionen Dollar für die folgende Spielzeit erhielt.

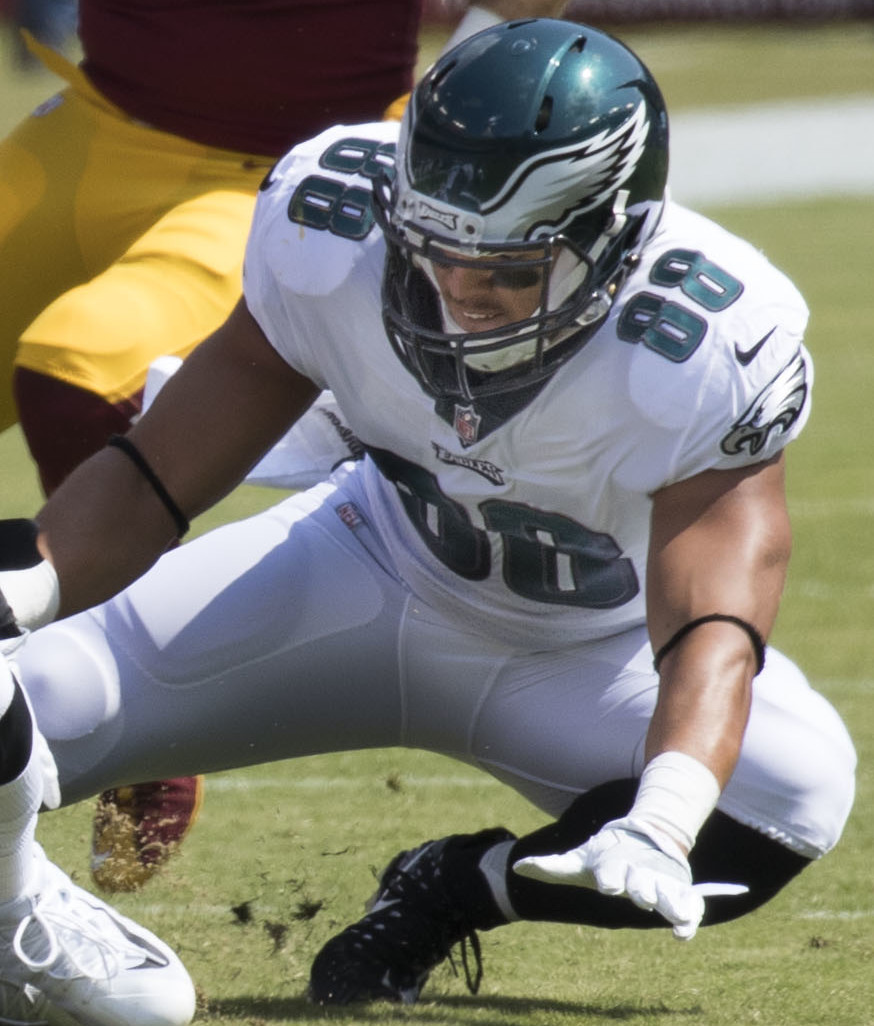
Burton bei den Philadelphia Eagles (2017)

In der Saison 2017 nahm er erneut eine Backup-Rolle als Tight End ein. Mit den Eagles spielte er im Super Bowl LII gegen die New England Patriots, wo Burton entscheidend an einem der bekanntesten Spielzüge diesen Super-Bowl beteiligt war, dem Philly Special. Bei einem vierten Versuch kurz vor dem Ende der ersten Halbzeit fing Burton einen Pitch von Runningback Corey Clement und warf daraufhin einen Pass zu Quarterback Nick Foles, der in diesem Spielzug als Wide Receiver fungierte. Foles wurde von der gegnerischen Verteidigung übersehen, konnte somit unbedrängt den Ball fangen und einen Touchdown erzielen. Philadelphia gewann das Spiel mit 41:33 und holte damit seinen ersten Super-Bowl-Sieg.

### Chicago Bears
Im März 2018 einigte sich Burton auf einen Vierjahresvertrag über 32 Millionen Dollar bei den Chicago Bears. In Chicago konnte er sich zunächst etablieren und lief in allen 16 Spielen der Regular Season als Starter auf. Er fing 54 Pässe für 569 Yards und sechs Touchdowns. In der Saison 2019 spielte Burton allerdings verletzungsbedingt kaum eine Rolle. Er spielte in acht Spielen, davon fünfmal von Beginn an, und fing 14 Pässe für 84 Yards. Am 16. November 2020 setzten ihn die Bears wegen einer Wadenverletzung auf die Injured Reserve List. Später unterzog er sich einer Operation an der Hüfte. Nachdem die Bears im März Jimmy Graham verpflichtet hatten, trennten sie sich am 17. April vorzeitig von Burton.

### Indianapolis Colts
Am 22. April 2020 schloss sich Burton für ein Jahr den Indianapolis Colts an. Zunächst stand er in den ersten drei Wochen auf der Injured Reserve List. Gegen die Cincinnati Bengals fing Burton am 6. Spieltag einen Touchdownpass und fand mit einem Lauf von der 1-Yard-Linie ein weiteres Mal den Weg in die Endzone.

### NFL-Statistiken
| Saison                             | Team                | Spiele | Spiele | Receiving | Receiving | Receiving | Receiving | Receiving | Fumbles | Fumbles |
| Saison                             | Team                | GP     | GS     | Rec       | Yds       | Avg       | Lng       | TD        | Fum     | Lost    |
| ---------------------------------- | ------------------- | ------ | ------ | --------- | --------- | --------- | --------- | --------- | ------- | ------- |
| 2014                               | Philadelphia Eagles | 15     | 0      | 0         | 0         | 0,0       | 0         | 1         | 0       | 0       |
| 2015                               | Philadelphia Eagles | 16     | 0      | 3         | 54        | 18,0      | 43        | 0         | 0       | 0       |
| 2016                               | Philadelphia Eagles | 15     | 4      | 37        | 327       | 8,8       | 32        | 1         | 0       | 0       |
| 2017                               | Philadelphia Eagles | 15     | 1      | 23        | 248       | 10,8      | 27        | 5         | 0       | 0       |
| 2018                               | Chicago Bears       | 16     | 16     | 54        | 569       | 10,5      | 47        | 6         | 1       | 1       |
| 2019                               | Chicago Bears       | 8      | 5      | 14        | 84        | 6,0       | 16        | 0         | 0       | 0       |
| 2020                               | Indianapolis Colts  | 13     | 4      | 28        | 250       | 8,9       | 20        | 5         | 0       | 0       |
| Total                              | Total               | 98     | 30     | 159       | 1532      | 9,6       | 47        | 18        | 1       | 1       |
| Quelle: pro-football-reference.com |                     |        |        |           |           |           |           |           |         |         |